# Tidaholms bruk
Tidaholms bruk  var ett svenskt järnbruk, valsverk, vagnmakeri och lastbilstillverkare som var verksamt i Tidaholm. 

## Historik
Tidaholms bruk fick sina privilegier som järnbruk 1799. Bruket hade ett eget vattendrivet valsverk. 
Under 1800-talet tillverkades bland annat möbler, inredningar och hästdragna åkdon, ofta av en exklusiv karaktär. Hästvagnarna blev en stor framgång med serietillverkning av bland annat "Tidaholmskärran", som tillverkades i över 7 000 exemplar och speds över hela Skandinavien, tills tillverkningen av dessa lades ner 1928. 
Nära Tidaholm hade bröderna David och Gottfrid Lindström sin cykelfabrik. Gottfrid Lindström som varit i USA och studerat biltillverkning anställdes för att konstruera automobiler på bruket. Den första automobilen stod klar i december 1903, och var en lastbil som döptes till Tor I. 
Bruket tillverkade några personbilar de första åren men ingen av dessa finns bevarad. Bruket inriktade sig tämligen omgående på att endast tillverka nyttofordon. Redan 1907 startade en mindre serietillverkning av lastbilar och 7 bilar tillverkades detta år, varav en exporterades till Norge. I början köptes motorer från de tyska tillverkarna Argus och Fafnir, men 1914 började man även med egen motortillverkning.  Fram till 1920 ökade produktionen till cirka 150 lastvagnar om året. 
- Brandbil byggd på Tidaholm [4]
- Lastbilar Tidaholm [5],[6],[7]
- Tidaholms traktor [8]
  - Kubikvolym 5715 cm³; 30 hkr

Tidaholm tillverkade framför allt lastbilar och bussar men gjorde sig också känd som tillverkare av specialfordon, såsom brandbilar och sopbilar. Tekniskt sett låg man långt framme och "Tidaholmarn" blev ett begrepp. 1930 lanserades den stora treaxliga lastbilen för den första svenska långtradartrafiken. 
Lönsamheten i Tidaholms lastbilstillverkning var svag, och Kreugerkraschen 1932 fick till följd att Wallenbergs Enskilda bank blev ny ägare till Tidaholms bruk. Eftersom familjen Wallenberg var engagerad i konkurrenten Scania-Vabis tvingades Tidaholm 1933 att skriva på ett hemligt avtal om att sluta tillverka fordon i Tidaholm och Tidaholms Bruk begärdes i likvidation 1934, efter att man totalt tillverkat omkring tusen bilar. Beroende på källa skiftar sifferuppgifterna på antal tillverkade bilar från 972 till 1017 fordon. Även under toppåret 1928 var Tidaholms produktion endast lite mer än hälften av konkurrenten Scania-Vabis. 
På statsminister Per Albin Hanssons begäran gick Bofors 1935 in som ägare till det nystartade AB Tidaholmsverken. Företaget verkade i Tidaholms bruks lokaler och fungerade som en underleverantör till Bofors. Till den svenska krigsmakten levererades Pansarbil m/25 och m/31. Tidaholm tillverkade även järnvägsmateriel.